# Luitgard Im

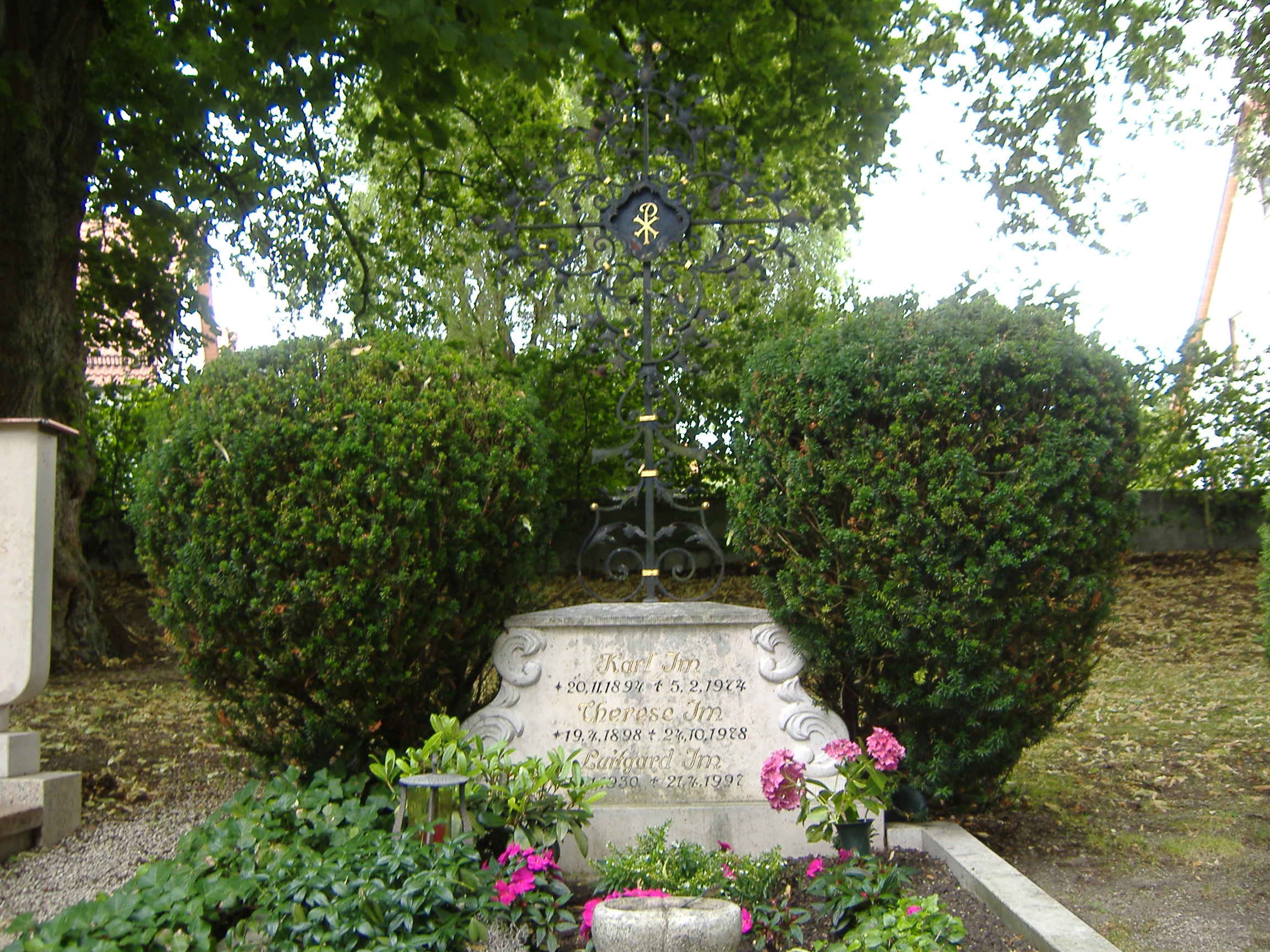
Grabstätte der Schauspielerin in Wemding

Luitgard Im (* 12. Januar 1930 in Wemding; † 21. April 1997 ebenda) war eine deutsche Theater- und Filmschauspielerin, die auch durch Rollen in Fernsehspielen und -serien (z. B. Derrick) bekannt geworden ist.

## Karriere
Luitgard Im war eine vor allem in den 50er, 60er und 70er Jahren sehr gefragte und in etlichen Bühnenrollen bekannt gewordene deutsche Schauspielerin, zum Beispiel als Elektra oder Judith in den gleichnamigen Theaterstücken von Jean Giraudoux wie auch als Cleopatra in George Bernard Shaws Cäsar und Cleopatra. Den Höhepunkt ihrer Karriere erlebte die Absolventin der Münchner Falckenberg-Schauspielschule am Berliner Schlosspark- und Schillertheater unter dem Regisseur Boleslaw Barlog. 
Ferner wirkte Luitgard Im in zahlreichen Fernseh- und Kinoproduktionen mit. Erfolgreich war sie auch im Unterhaltungsfilm Wenn süß das Mondlicht auf den Hügeln schläft. Später begann sie, nebenbei für den Hörfunk Kurzgeschichten in schwäbischer Mundart zu schreiben. Außerdem war ihre Stimme in vielen Hörspielen zu hören.
Im Jahr 1965 erhielt Im die Goldene Kamera.

## Leben
Neben dem Berliner Wohnsitz hatte sie gleichzeitig in Wemding ihr Zuhause. Im elterlichen Anwesen in der Wallfahrtstraße Nr. 11 verbrachte sie gerne ihre Freizeit. Dort starb sie am 21. April 1997 im Alter von 67 Jahren  und wurde auf dem Gemeindefriedhof ihrer Heimatstadt Wemding, Landkreis Donau-Ries, beigesetzt. Am Haus ist eine Gedenktafel angebracht.
1998 erschien postum der Band Arm, aber reich…, in dem Luitgard Im Anekdoten erzählt.

## Filmografie (Auswahl)
- 1952: Alle kann ich nicht heiraten
- 1954: Die Generalprobe
- 1955: Urlaub auf Ehrenwort
- 1958: Wie es euch gefällt (Fernsehfilm)
- 1960: Die Stunde der Antigone (Fernsehfilm)
- 1960: Die Kraft und die Herrlichkeit (Fernsehfilm)
- 1963: Beatrice und Juana (Fernsehfilm)
- 1964: Elektra (Fernsehfilm)
- 1964: Don Gil von den grünen Hosen (Fernsehfilm)
- 1964: Die Cocktailparty (Fernsehfilm)
- 1965: Judith (Fernsehfilm)
- 1965: Schuldig (Fernsehfilm)
- 1965: Tran (Fernsehfilm)
- 1966: Das Cello (Fernsehfilm)
- 1966: Spätere Heirat erwünscht (Fernsehfilm)
- 1966: Gesellschaftsspiel (Fernsehfilm)
- 1967: Das Arrangement (Fernsehfilm)
- 1967: Phädra (Fernsehfilm)
- 1968: Tod für bunte Laternen (Fernsehfilm)
- 1968: Fräulein Julie (Fernsehfilm)
- 1969: Die Freier (Fernsehfilm)
- 1969: Epitaph für einen König (Fernsehfilm)
- 1969: Kurz vor dem Sprung (Fernsehfilm)
- 1969: Palace Hotel (Fernsehfilm)
- 1969: Wenn süß das Mondlicht auf den Hügeln schläft
- 1970: Meine Frau erfährt kein Wort (Fernsehfilm)
- 1970: Erschwerte Möglichkeit der Konzentration (Fernsehfilm)
- 1970: Vor Sonnenuntergang (Fernsehfilm)
- 1972: Das Geheimnis der Mary Celeste (Fernsehfilm)
- 1972: Doppelspiel in Paris (Fernsehfilm)
- 1972: Im bayerischen Stil (Fernsehfilm)
- 1973: Die Geschichte einer dicken Frau (Fernsehfilm)
- 1975: Ein Fall für Männdli (Fernsehserie)
- 1975: Der Kommissar (Fernsehserie)
- 1975: Derrick : Folge 13 | Kamillas junger Freund (Fernsehserie)
- 1977: Der Alte : Folge 6 | "Blütenträume" (Fernsehserie)
- 1978: Kommissariat 9 – Ein Schluck aus der Pulle
- 1978: Ein Hut von ganz spezieller Art (Fernsehfilm)
- 1979: Weichselkirschen (Fernsehfilm)
- 1981: Derrick : Folge 89 | Die Stunde der Mörder  (Fernsehserie)
- 1982: Steckbriefe (Fernsehserie)
- 1983: Rendezvous der Damen (Fernsehfilm)
- 1983: Es gibt noch Haselnußsträucher (Fernsehfilm)
- 1983: Die zweite Frau (Fernsehfilm)
- 1984: Der Lehrer und andere Schulgeschichten (Fernsehfilm)
- 1988: Nordlichter (Fernsehserie)
- 1991: Der goldene Schnitt (Fernsehfilm)
- 1994: Drei Mann im Bett (Fernsehserie)
- 1994: Air Albatros (Fernsehserie)

## Hörspiele (Auswahl)
- 1982: Eva Maria Mudrich: Schuldfrage – Regie: Heinz Wilhelm Schwarz | WDR

## Ihre Preise
- 1962 Zweimal erster Preis als beste Schauspielerin beim Pariser "Festival Théâtre des Nations" in Paris für die Recha in Lessings "Nathan der Weise" und für die Alkmene in Giraudoux' "Amphitryon 38"
- 1965 Goldene Kamera für "Judith" von Giraudoux in einer Sendung des ZDF
- 1974 Inselpreis der Stadt Hamburg für die "Heilige Johanna" von Shaw
- 1980 Die tz-Rose für ihre herausragende darstellerische Leistung in dem Fernsehspiel "Weichselkirschen"